# Tweede Kamerverkiezingen 2002/Kandidatenlijst/PvdA
De kandidatenlijst voor de Tweede Kamerverkiezingen 2002 van de PvdA was als volgt:

## De lijst
- vet: verkozen
- schuin: voorkeurdrempel overschreden

1. Ad Melkert - 802.723 stemmen
2. Jeltje van Nieuwenhoven - 233.374
3. Klaas de Vries - 38.543
4. Margo Vliegenthart[1] - 27.344
5. Willem Vermeend - 36.653
6. Tineke Netelenbos-Koomen - 7.306
7. Dick Benschop - 5.786
8. Eveline Herfkens - 9.836
9. Wouter Bos - 121.021
10. Nebahat Albayrak - 31.548
11. Adri Duivesteijn - 2.019
12. Karin Adelmund - 4.824
13. Jan Pronk[1] - 24.833
14. Ella Kalsbeek - 2.316
15. Bert Koenders - 1.264
16. Jet Bussemaker - 1.296
17. Ferd Crone - 596
18. Khadija Arib - 8.602
19. Frans Timmermans - 4.780
20. Sharon Dijksma - 6.142
21. Peter van Heemst - 1.307
22. Mariette Hamer - 654
23. Aleid Wolfsen - 375
24. Saskia Noorman-den Uyl[1] - 4.800
25. Jacques Tichelaar[1] - 1.180
26. Gerdi Verbeet[2] - 416
27. Peter Rehwinkel[2] - 1.757
28. Marja Wagenaar - 646
29. Gerritjan van Oven[2] - 287
30. Godelieve van Heteren[2] - 1.873
31. Jeroen Dijsselbloem[2] - 7.423
32. Marleen Barth - 2.185
33. Diederik Samsom - 1.298
34. José Smits - 1.018
35. Dick de Cloe - 841
36. Tineke Witteveen-Hevinga - 1.953
37. Paul Maes - 402
38. Annet van der Hoek - 2.189
39. Harm Evert Waalkens - 2.815
40. Sonia Westerveld - 4.830
41. Staf Depla - 522
42. Bert Middel - 1.131
43. Eppo Bolhuis - 287
44. Lia Roefs - 922
45. Thea Fierens - 227
46. Usman Santi - 3.205
47. Omar Ramadan - 2.418
48. Walter Etty - 337
49. Jaap Jelle Feenstra - 597
50. Desirée Duijkers - 327
51. Arie Kuijper - 1.618
52. Gertjan Boekraad - 316
53. Willem Herrebrugh - 262
54. Roos Vermeij - 451
55. Gerard Bosman - 1.461
56. Johan Brongers - 3.697
57. Kris Douma - 626
58. Angelien Eijsink - 601
59. Han Noten - 332
60. Jan Marinus Wiersma - 428
61. Varina Tjon-A-Ten - 999
62. Wim Beekman - 359
63. Bert Kreemers - 169
64. Zeynep Alantor - 1.250
65. Jurgen Warmerdam - 277
66. Lau Schulpen - 331
67. Lydia Giltaij-Lansink - 266
68. Serv Wiemers - 284
69. Leen Verbeek - 189
70. Hannie Stuurman - 259
71. Marjan van Giezen - 407
72. Co Verdaas - 385
73. Hans van der Marck - 170
74. Roland Kip - 1.876

PvdA · VVD · CDA · D66 · GroenLinks · SP · SGP · VSP · NMP · PvdT · VIP & Ouderenunie · ChristenUnie · Duurzaam Nederland · Leefbaar Nederland · LPF · Republikeinse Volkspartij
1946 · 1948 · 1952 · 1956 · 1959 · 1963 · 1967 · 1971 · 1972 · 1977 · 1981 · 1982 · 1986 · 1989 · 1994 · 1998 · 2002 · 2003 · 2006 · 2010 · 2012 · 2017 · 
2021 · 2023